# Georg Hörmann (Erziehungswissenschaftler)
Georg Hörmann (* 13. November 1946 in Ulm) ist ein deutscher Psychologe, Arzt, Psychotherapeut und Professor im Ruhestand für Pädagogik an der Otto-Friedrich-Universität in Bamberg.

## Leben
Hörmann studierte nach dem Abitur am Humboldt-Gymnasium Ulm Im Jahre 1965 Lehramt an Gymnasien (Philosophie, Latein, Theologie, Pädagogik), Musikwissenschaft (Magisterstudiengang), Psychologie (Diplom) und Humanmedizin. Er erwarb die Abschlüsse Chorleiter (C-Examen) an der Westfälischen Schule für Musik, Magister in Musikwissenschaft (M.A.), war  Organist u. a. an der Petri-Kirche Münster; allgemeine Prüfung in Philosophie und Pädagogik, erste philologische Staatsprüfung für Gymnasien in den Fächern Latein, Theologie, Pädagogik, Diplom in Psychologie, medizinisches Staatsexamen, Approbation als Arzt, Anerkennung zum Führen der Bezeichnung Psychotherapie (Ärztekammer Westfalen-Lippe), Promotionen an der philosophischen, medizinischen und der Fakultät für Sozial- und Verhaltenswissenschaften (Dr. phil., Dr. med., Dr. rer. soc.) und Habilitation im Fachbereich Erziehungswissenschaft.
Von 1971 bis 1975 arbeitete er frei in der Erwachsenenbildung und Heimerziehung und in empirischen Forschungsprojekten. Ab Wintersemester 1972/1973 war er Lehrbeauftragter und später wissenschaftlicher Assistent am Fachbereich Erziehungswissenschaft der Universität Münster. Ab Wintersemester 1975/1976 war er zusätzlich Lehrbeauftragter im Fach Psychologie an der Pädagogischen Hochschule Westfalen-Lippe, Abt. Münster. Ab Wintersemester 1980/1981 war er zusätzlich Lehrbeauftragter an der Fachhochschule Münster für Psychologie. Im Wintersemester 1985/1986 lehrte an der medizinischen Fakultät der Ruhr-Universität Bochum (Medizinische Psychologie).
Von Sommersemester 1983 bis Wintersemester 1986/1987 hatte er eine Lehrstuhlvertretung (C4) an der Universität Bielefeld (AG Päd. Diagnose und Beratung). Von Sommersemester 1987 bis Wintersemester 1987/1988 hatte er eine Professurvertretung Empirische und Statistische Methodenlehre (Prof. PH.D. H.J. Scheerer) an der Universität Münster. 1988 arbeitete er ärztlich in einer internistischen Praxis mit. Seit Wintersemester 1988/1989 lehrte er auf dem Lehrstuhl für Pädagogik Pädagogik an der Universität Bamberg (1991–1992 Dekan der Fakultät Pädagogik, Philosophie, Psychologie/1992–1994 Prodekan der Fakultät Pädagogik, Philosophie, Psychologie). Seit 2012 ist er im Ruhestand. Er leitete auch die Gesundheitspädagogik im Rahmen des Lehramts an Beruflichen Schule und die Forschungsstelle für Kinder- und Jugendlichenpsychotherapie.

## Werke (Auswahl)
- Therapeutische Sozialarbeit. (Hrsg. mit P.A. Fiedler. Münster: DGVT 1976 (4. Aufl. 1978)).
- Aktionsforschung in Psychologie und Pädagogik. (hrsg. mit P.A. Fiedler). Darmstadt: Steinkopff 1978, ISBN 3-7985-0533-0.
- Die zweite Sozialisation. Psychische Behinderung und Rehabilitation in Familie, Schule und Beruf. Opladen 1985, ISBN 3-531-11747-5.
- Familie und Familientherapie. (Hrsg. mit W. Körner / F. Buer). Opladen. Westdeutscher Verlag 1988, ISBN 3-531-22153-1.
- Musiktherapie aus medizinischer Sicht. Münster. Hettgen 1988, ISBN 3-925 767-02-9.
- Handbuch der psychosozialen Intervention. (Hrsg. mit F. Nestmann). Opladen: Westdeutscher Verlag 1988, ISBN 3-531-11815-3.
- Handlungsaktivierende Musiktherapie. Münster 1989, ISBN 3-927260-01-0.
- Klinische Psychologie – Ein kritisches Handbuch. (Hrsg. mit W. Körner). Reinbek: Rowohlt 1991, ISBN 3 499 55518 2, 2. Aufl Verlag Dietmar Klotz 1988, ISBN 3-88074-277-4.
- Praxis der Psychotherapie. (Hrsg. mit M.R. Textor): Opladen: Westdeutscher Verlag 1992, 2. Aufl. Verlag Dietmar Klotz 1998, ISBN 3-88074-618-4.
- Im System gefangen. Zur Kritik systemischer Konzepte in den Sozialwissenschaften. Münster: Bessau 1994, ISBN 3-9803615-1-9.
- Handbuch der Erziehungsberatung. (Hrsg. mit W. Körner). Göttingen: Hogrefe 1998, Band I, ISBN 3-8017-0927-2; Göttingen: Hogrefe 2000, Band II. ISBN 3-8017-0928-0.
- Pädagogische Anthropologie zwischen Lebenswissenschaften und normativer Deregulierung. Baltmannsweiler 2003, ISBN 3-89676-646-5.
- Gewalt – Geschlecht – Diskurs. (Hrsg. mit M. Rapold). Hohengehren: Schneider Verlag 2004, ISBN 3-89676-872-7.
- Einführung Pädagogik. (mit J. Raithel & B. Dollinger) . Begriffe, Strömungen, Klassiker, Fachrichtungen. Wiesbaden 2005 ISBN 3-531-14702-1, Wiesbaden 2007 (3. Auflage) ISBN 978-3-531-16320-8.
- Psychosoziale Gesundheit im Beruf. (Hrsg. mit A. Weber). Stuttgart: Gentner 2007, ISBN 978-3-87247-660-9.
- Konfrontative Pädagogik im intra- und interdisziplinären Diskurs. (Hrsg. mit Th. Trapper). Hohengehren: Schneider 2007, ISBN 978-3-8340-0243-3.
- Einführung in die Erziehungsberatung. (Hrsg. mit W. Körner). Stuttgart: Kohlhammer 2008, ISBN 978-3-17-018733-7.
- Staatliche Kindeswohlgefährdung? (Hrsg. mit W. Körner). Weinheim Basel: Beltz Juventa 2019, ISBN 978-3-7799-3969-6.
- Mitarbeit in der Redaktionskommission der Deutschen Gesellschaft für Verhaltenstherapie (DGVT) mit Herausgabe der vierteljährlich erscheinenden Zeitschrift verhaltenstherapie und psychosoziale Praxis sowie der Bücherreihe (Forumbände, Materialien) Beirat in der Zeitschrift PÄD Forum, ISSN 1430-5399, bzw. PÄD Forum: unterrichten erziehen, ISSN 1611-406X;  Herausgeber der Psychologischen LiteraturUmschau, ISSN 0939-4338, (1991–1996).

- Sprüche Einsprüche Widersprüche. Perspektiven einer kontrafaktischen Pädagogik – Festschrift für Georg Hörmann (M. Rapold & R. Mattern, Hrsg.): Berlin: Logos Verlag 2012, ISBN 978-3-8325-3047-1